# Pavel Oliva

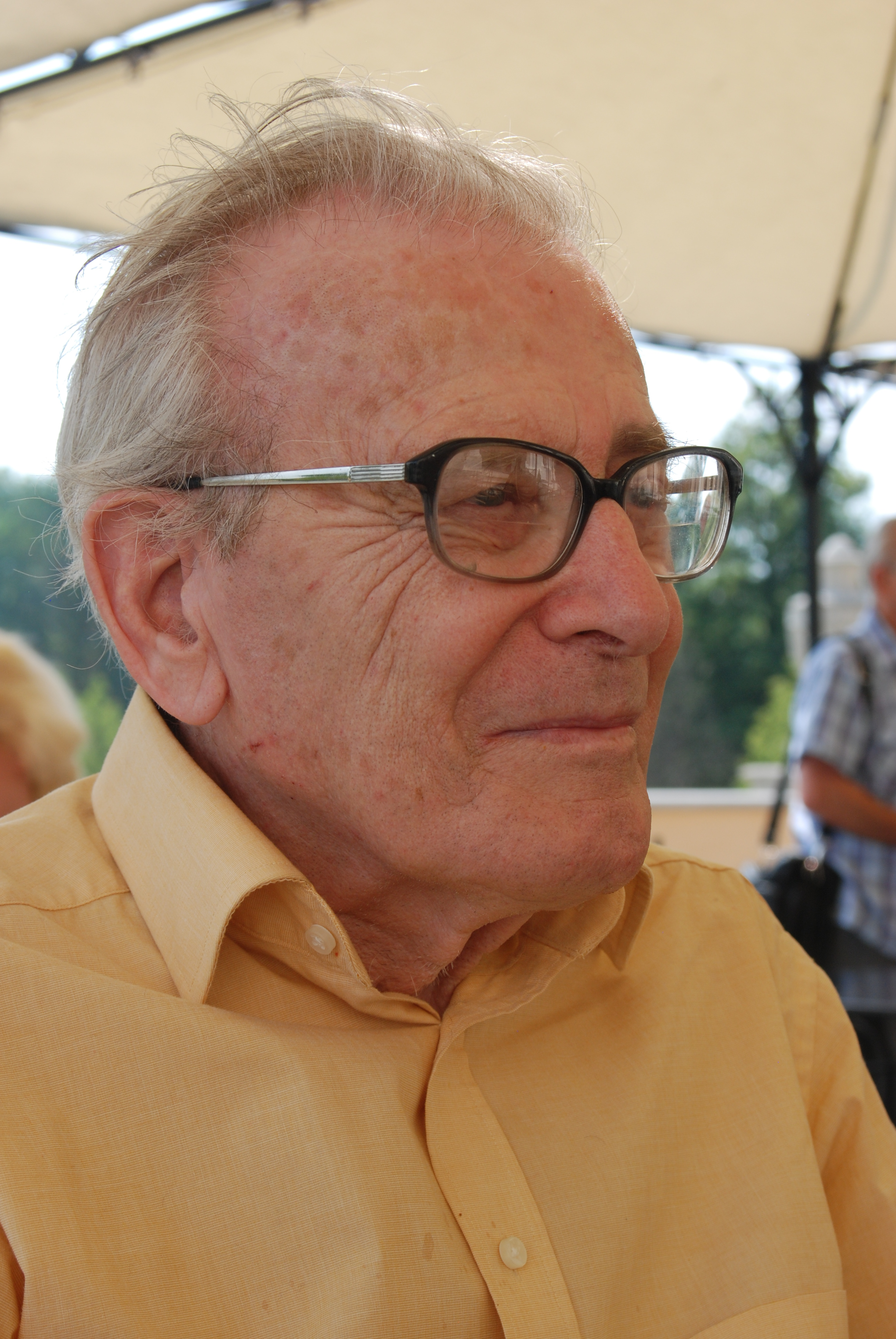
Pavel Oliva (2012)

Pavel Oliva (geboren am 23. November 1923 in Prag als Pavel Ohrenstein; gestorben am 5. März 2021) war ein tschechischer Holocaustüberlebender und Althistoriker.

## Leben und Werk
Oliva wurde 1923 als Pavel Ohrenstein in eine jüdische Familie in der ein Jahr zuvor nach Prag eingemeindeten, bis dahin selbständigen Stadt Karlín geboren. Im Dezember 1941 gehörte er zu dem Aufbaukommando, welches das Ghetto Theresienstadt für die Ankunft tausender jüdischer Gefangener vorbereiten musste. Hier wurde er später dem Menagedienst-Kommando zugeteilt. Seine Deportation, gemeinsam mit 2.500 weiteren jüdischen Gefangenen ins KZ Auschwitz-Birkenau, erfolgte im Dezember 1943. Dort teilte man ihn dem Kanalreiniger-Kommando zu. Im Herbst 1944 überlebte er durch seine Selektion in ein Arbeitskommando mit mehreren, zumeist tschechischen Juden, welches in eine BRABAG-Industrieanlage des KZ-Außenlagers Schwarzheide (dem KZ Sachsenhausen zugehörig) führte. Nach der Räumung des Lagers überlebte er mit 200 weiteren Juden einen Todesmarsch nach Varnsdorf und Litoměřice. Später lief er zu Fuß nach Theresienstadt, hier übernahm das Internationale Komitee vom Roten Kreuz seine Versorgung. Nach dem Krieg schloss sich Oliva der Kommunistischen Partei der Tschechoslowakei an. Er legte den Namen Ohrenstein ab und nahm statt seiner den Nachnamen Oliva an. Diesen assoziierte er mit „Triumph“.
Nach dem Krieg begann Oliva ein Studium der Klassischen Philologie in Prag und promovierte 1950. Es folgte eine längere Tätigkeit an der Tschechoslowakischen Akademie der Wissenschaften. Im Jahr 1965 wurde er Mitglied der Akademie und 1968 Professor für Alte Geschichte an der Karls-Universität in Prag. Im April 1966 organisierte er einen internationalen Kongress zum Thema Antike und Gegenwart in Brno. Er war Mitinitiator und Redakteur der altertumswissenschaftlichen Fachzeitschrift Eirene. Studia Graeca et Latina aus Prag und gehörte der Redaktion der damals in Ost-Berlin ansässigen Klio. Beiträge zur Alten Geschichte, der ältesten Fachzeitschrift für Alte Geschichte, an. Oliva, der im Jahr 1986 die Nellie Wallace Lectures an der University of Oxford hielt, war als aktives Mitglied der Union Académique Internationale deren Vizepräsident von 1988 bis 1991. Als Emeritus gehörte er im Jahr 2001 zu den Herausgebern der Zeitschrift Relationes Budvicenses.
Zu Olivas Forschungsschwerpunkten gehörten die frühe griechische Zivilisation, die frühe griechische Tyrannis und die Sozialgeschichte Spartas. Darüber hinaus beschäftigte er sich in seinen über 1200 wissenschaftlichen Publikation mit der Geschichte der römischen Provinz Pannonia. Für das Kartenwerk Tabula Imperii Romani steuerte er 1986 zu Castra Regina, Vindobona, Carnuntum Band „M-33 Praha“ bei. Zudem verfasste er Monographien zu Solon, Spartacus, Demosthenes und Polybios. Wichtiger Teil seiner wissenschaftlichen Arbeit war das Übersetzen antiker Texte ins Tschechische. So übersetzte er unter anderem die Gedichte Solons, die Reden vor der Volksversammlung des Demosthenes, einige von Plutarchs Schriften, die Athenaion politeia des Aristoteles und vor allem das gesamte historische Werk des Polybios. Sein letzter wissenschaftlicher Beitrag in der Zeitschrift Eirene erschien 2016. Pavel Oliva, dessen Leistungen 1999 und 2013 mit Festschriften gewürdigt wurden, knüpfte Freundschaften zu zahlreichen bedeutenden Altertumswissenschaftlern, unter anderem zu Géza Alföldy, Victor Ehrenberg, Moses I. Finley, Arnold Hugh Martin Jones, David M. Lewis, Arnaldo Momigliano und zu Jean-Pierre Vernant. Er starb am 5. März 2021 im Alter von 97 Jahren.

## Schriften (Auswahl)
- Sparta and Her Social Problems. Prag 1971.
- Tabula Imperii Romani. Castra Regina, Vindobona, Carnuntum: auf der Grundlage der Weltkarte 1:1.000.000, M 33 Praha. Academia, Prag 1986
- Solon – Legende und Wirklichkeit (= Xenia. Band 20). Universitäts-Verlag Konstanz, Konstanz 1988, ISBN 3-87940-331-7.
- Kolébka demokracie: dějiny a kultura klasického Řecka 5.-4. stol. pf. n. 1. [Die Wiege der Demokratie. Geschichte und Kultur des klassischen Griechenland im 5.–4. Jh. vor Christus.] Prag 2000